# Sine ira et studio
Sine ira et studio o en català sense rancúnia i sense parcialitat, és una locució llatina que prové de la introducció dels Annals de l'historiador romà Tàcit. N'hi ha moltes altres variants.
Tàcit preconitza que els historiadors solen mancar al seu deure i al seu desig d'objectivitat i d'imparcialitat. Segons escriu, molts cometen dos errors importants: quan descriuen un sobirà viu, sovint per por de represàlies i altres interessos personals (studio), l'adulen i n'embelleixen la història; però, després la seva mort, per ira, l'enlletgeixen tant com poden. En la introducció a la primera edició bilingüe de l'obra de Tàcit, el filòleg Ferran Soldevila veu el valor de l'historiador en la seva preocupació d'imparcialitat, de documentació i de veracitat.
Tàcit promet no fer ni l'una cosa ni l'altra. Sèneca ja va introduir la seva paròdia «estrafent les declaracions d'imparcialitat consuetudinàries»: l'afirmació nihil nec offensae ne gratiae dabitur recorda molt de prop el celebèrrim sine ira et studio. Tot i que el mateix Tàcit no mantingué el seu compromís, com va demostrar-se en estudis crítics des del segle xix, la seva frase encara s'utilitza per a indicar la necessària objectivitat de la historiografia i, per extensió, de tota activitat científica o periodística. És un dels primers esments escrits del principi de la necessitat de fonts fiables i independents del subjecte, que també ha de preponderar en el treball enciclopèdic.

## Uns exemples
- Josep M. Solé i Sabaté, «Sine ira et studio (Tàcit, “sense ira ni parcialitat”)» (2008).[5]
- Enrique Moradiellos,  Sine ira et studio. Ejercicios de crítica historiográfica (en castellà), (2000).[6]
- Friedrich Nietzsche, «Enumerem per torn les tendències i virtuts concretes d'un filòsof: la seva tendència al dubte, a la negació […], el seu desig de neutralitat i d'objectivitat, el seu desig de procedir sine ira et studio.» (1887).[7]